# The Black Album (The Beatles)
The Black Album è un bootleg del gruppo musicale britannico The Beatles, pubblicato nel 1981 negli Stati Uniti.

## Storia
Nel gennaio 1969, i Beatles si trovarono con il regista Michael Lindsay-Hogg per filmare il gruppo in studio che provava in vista di un proposto concerto. Il progetto si concentrò sulla registrazione di nuovo materiale, così da formare le basi sia per un nuovo album che per un documentario televisivo, provvisoriamente intitolato Get Back. Ma dissidi vari e una generale mancanza di entusiasmo da parte dei membri del gruppo, lasciarono gran parte del progetto incompleto. Tuttavia, un'estemporanea esibizione dal vivo venne filmata e registrata sul tetto della Apple Corps il 30 gennaio 1969 e la canzone Get Back venne pubblicata su singolo nell'aprile 1969. Dopo essere stato essenzialmente abbandonato dai Beatles per più di un anno, il progetto fu riesumato, rinominato Let It Be, e vide la luce nel maggio 1970; sia sotto forma di documentario dal titolo Let It Be - Un giorno con i Beatles, sia come album discografico dal titolo Let It Be.
Le prove e le registrazioni si svolsero presso i Twickenham Film Studios (2–14 gennaio) e successivamente alla Apple (20–31 gennaio), con più di 100 ore di registrazioni confluite nei nastri incisi su registratori analogici Nagra utilizzati per la traccia audio del film. I nastri Nagra sono la fonte di quasi tutti, se non tutti, i bootleg ricavati da queste sessioni. In aggiunta alle canzoni che sarebbero poi state pubblicate dal gruppo, i Beatles suonarono anche centinaia di altre cover e qualche composizione originale. Tuttavia, molte delle esecuzioni erano solo brevi accenni (alcuni di soli 10 secondi di durata), e molte delle nuove canzoni originali sono solo abbozzate o improvvisazioni del momento lasciate incompiute. Un estratto dei nastri è stato pubblicato ufficialmente come bonus disc nella prima edizione dell'album Let It Be... Naked del 2003.
Tra i brani lasciati incompiuti dai Beatles che sono stati inseriti in vari bootleg ci sono Watching Rainbows, Commonwealth, Suzy's Parlor (conosciuta anche come Suzy Parker), e lo strumentale The Palace of the King of the Birds; All Things Must Pass, Let It Down, Isn't It A Pity, e Hear Me Lord, successivamente ri-registrate e pubblicate da Harrison; Gimme Some Truth e Oh My Love, poi pubblicate da Lennon; e Teddy Boy e Hot as Sun, pubblicate da McCartney nel suo primo album solista.
Scene tratte dal "rooftop concert" sono visibili nel film Let It Be e nel documentario Anthology, tre brani furono utilizzati per l'album Let It Be, mentre le registrazioni complete sono state diffuse solo su dischi pirata. La performance consiste in Get Back (tre versioni), Don't Let Me Down (due versioni), I've Got a Feeling, One After 909, Dig a Pony, God Save the Queen (solo un breve accenno), e I've Got a Feeling.
Il 30 gennaio 1969, Glyn Johns compilò una selezione di brani da lui mixati, e ne fece degli acetati per i Beatles. In aggiunta alle canzoni che sarebbero poi apparse in Let It Be, questo set includeva anche Teddy Boy, The Walk, di Jimmy McCracklin, e un medley di brani rock and roll con incluse canzoni quali I'm Ready di Fats Domino, e Shake, Rattle and Roll di Big Joe Turner. Questa prima versione "semi-ufficiale" venne trasmessa da alcune stazioni radiofoniche a partire dal settembre 1969, e costituì le basi del celebre bootleg Kum Back distribuito alla fine del 1969. Johns aveva iniziato a lavorare alla compilazione dell'album nel marzo 1969, e una versione test circolò in seguito sotto forma di bootleg di scarsa qualità sonora.
Successivamente, Johns fece altri due tentativi "ufficiali" di preparare una versione pubblicabile dell'album Get Back, ed entrambe le versioni finirono su bootleg. Una versione datata 28 maggio 1969 contiene le seguenti tracce: One After 909, Rocker, Save the Last Dance for Me, Don't Let Me Down, Dig A Pony, I've Got a Feeling, Get Back, For You Blue, Teddy Boy, Two of Us, Maggie Mae, Dig It, Let It Be, The Long and Winding Road, e Get Back (Reprise). I principali cambiamenti furono effettuati il 5 gennaio 1970 con la rimozione di Teddy Boy e l'aggiunta di I Me Mine e Across the Universe.
Dalle miriadi di compilation pirata tratte dalle sessioni per Get Back, nel 1981 nacque quindi The Black Album, un triplo LP presentato come la versione "in negativo" del White Album. Nei primi anni 2000, la Yellow Dog Records creò la serie Day by Day che documenta le sessioni in 38 CD ricavati dai nastri Nagra, con una migliore qualità audio. Nel gennaio 2003, circa 500 dei nastri Nagra originali furono scoperti e recuperati dalla polizia in Inghilterra e in Olanda, e cinque persone furono arrestate.
Anche dopo il raid della polizia, la diffusione illegale del contenuto dei nastri è proseguita in formato digitale e su bootleg.

## Contenuti

### LeGet Back Sessions
Nonostante il titolo e l'aspetto grafico del bootleg siano ispirati al più celebre White Album del 1968, il materiale contenuto nel disco è tratto esclusivamente dalle successive jam session che i Beatles eseguirono durante le Get Back Sessions del gennaio 1969.
Durante queste sedute di registrazione, i Beatles registrarono quasi 90 ore di nastri, i cosiddetti "Nagra tapes", incidendo, in maniera assai disordinata e sconnessa, molte cover, brani originali per il progettato album/film Let It Be e lunghe improvvisazioni strumentali.
Gran parte dell'inciso non fu mai pubblicato ufficialmente e fornì materiale per numerosissimi bootleg nel corso degli anni settanta.

### Commonwealth,White Power,No Pakistanis
Il bootleg è anche famoso per contenere tre brani (Commonwealth, White Power e No Pakistanis) che fruttarono ai Beatles accuse postume di razzismo. Fece specialmente scalpore soprattutto No Pakistanis, dove McCartney, sulla melodia di quella che diventerà Get Back, canta:
(Paul McCartney)
In realtà i brani erano, al contrario, una satira verso il razzismo, imperante all'epoca, della destra britannica nei confronti delle minoranze etniche, espresso soprattutto nella persona di Enoch Powell, famoso per il suo Rivers of Blood speech.

## Copertina
Per aumentare l'impressione di trovarsi davanti ad una specie di versione alternativa del White Album, sporca, grezza e cattiva, i bootleggers ne curarono la confezione fin nei minimi dettagli, arrivando persino ad allegare al disco una replica "fatta in casa" del poster opera di Richard Hamilton che era incluso nel 33 giri ufficiale del gruppo nel 1968. Il poster in questione è interessante perché non si limita ad essere solo una copia dell'originale, ma un nuovo collage di foto realizzato nello stile di quello di Hamilton.
Per questo motivo, il bootleg è considerato un disco pirata storico e copie dell'album hanno anche raggiunto quotazioni considerevoli tra i collezionisti, rispetto a tutti gli altri bootleg del gruppo.

## Tracce
Le tracce sono accreditate a John Lennon e Paul McCartney, tranne dove indicato.

### Disco 1
Lato A
1. Tennessee (Berry)
2. House of the Rising Sun – tradizionale, arr. Price
3. Commonwealth
4. White Power
5. Winston, Richard and John (John Lennon, Paul McCartney, George Harrison, Richard Starkey)
6. Hi Ho Silver (Walle, Kirkeby)
7. For You Blue (George Harrison)
8. Let It Be

Lato B
1. Get Back
2. Don't Let It Down
3. On Our Way Back Home – versione embrionale di Two Of Us
4. Don't Let Me Down
5. Suzy Parker
6. I've Got a Feeling
7. No Pakistanis – versione embrionale di Get Back

### Disco 2
Lato A
1. Let It Be #2
2. Be-Bop-A-Lula (Vincent - Davies)
3. She Came In Through the Bathroom Window
4. High-heel Sneekers (Higginbottom)
5. I Me Mine (George Harrison)
6. I've Got a Feeling #2
7. One After 909

Lato B
1. She Came In Through the Bathroom Window #2
2. Penina
3. Shaking In The Sixties
4. Good Rocking Tonight (Brown)
5. Across The Universe
6. Two of Us
7. I Threw It All Away
8. Moma You've Been On My Mind
9. Domino (Kaye, Ferrari)

### Disco 3
Lato A
1. Early In The Morning
2. Hi Ho Silver (Waller, Kirkeby)
3. Stand by Me (King)
4. Hare Krishna
5. Two Of Us #2
6. Don't Let Me Down #2
7. I've Got A Feeling #3
8. One After 909 #2

Lato B
1. Too Bad About Sorrow
2. She Said She Said
3. Mean Mr. Mustard
4. All Things Must Pass (George Harrison)
5. A Fool Like Me
6. You Win Again
7. She Came In Through the Bathroom Window #3
8. Watching Rainbows
9. Instrumental (John Lennon, Paul McCartney, George Harrison, Richard Starkey)

- La durata totale è di circa 73 minuti ma circolano anche molte versioni tagliate della durata di circa 40 minuti.

## Formazione
- George Harrison — chitarra solista ed acustica, voce, cori
- John Lennon — voce, chitarra ritmica ed acustica, cori,
- Paul McCartney — voce, basso, pianoforte, chitarra acustica, cori
- Ringo Starr — batteria, percussioni

Altri musicisti
- Billy Preston — piano elettrico, organo Hammond